# Лансанг
Королівство Лансанг (лаос. ລ້ານຊ້າງຮົ່ມຂາວ lān sāng hom khāo, лан-санг-гом-кхао, вимовляється [lâːn sâːŋ hōm kʰǎːw]; «Країна мільйона слонів і білої парасольки») — середньовічна лаоська держава, що існувала з 1354 по 1707 рік.
Протягом трьох з половиною століть Лансанг був однією з найбільших держав у Південно-Східній Азії. Вже сама назва королівства натякає на його силу і грізну військову машину. Лансанг є попередником сучасної країни Лаос, в його межах були закладені основи національної, історичної та культурної ідентичності лаосців.

## Рання історія
Територія Лансангу спочатку була заселена автохтонними племенами, що говорили мовами австроазійської сім'ї. Вони були творцями культури бронзової доби, залишки якої були виявлені в Банчианзі (сучасна область Ісан на північному сході Таїланду), культури Донгшон залізної доби в долині глеків на плато Сіангкхуанг, а також ранніх держав Фунань і Ченла (руїни Ват-Пху в провінції Тямпасак).
Хроніки династії Хань в розділах, присвячених китайській експансії на південь, містять перші письмові згадки про народи, що розмовляють тай-кадайськими мовами. Вони називають їх айлао й розташовують в районах сучасних китайських провінцій Юньнань та Гуансі. Починаючи з 7-го століття, тайські народи у декілька хвиль мігрували на південь. Цей процес прискорився після монгольського завоювання Юньнані (1253—1256). Тайське населення з'являється на півночі того, що згодом стане королівством Лансанг.
Родючі північні землі долини Меконгу належали до монської держави Двараваті, а згодом перейшли під владу кхмерів. Головним містом-державою на півночі було Муангсуа, інша назва Сієнгдонг-Сієнтонг (сучасний Луанпрабанг).
З підйомом тайського королівства Сукотай Муангсуа і розташований на південь від нього В'єнгчан-В'єнгкхам (сучасний В'єнтьян) потрапляють під тайський вплив. Після смерті сукотайського короля Рамакхамгаенга та виникнення внутрішніх суперечок у королівстві Ланна, В'єнгчан-В'єнгкхам і Муангсуа стають незалежними лао-тайськими мандалами. Вони лишалися такими до заснування в 1354 році Лансангу.

## Легенди про Кхунбурома
Пам'ять про ранні міграції та змішування тайців з місцевими монами та кхмерами збереглися в легендах про засування і традиціях Лансангу. Вони висвітлюють культурне, лінгвістичне й політичне коріння утворення першої лаоської держави, її стосунки із сусідніми державами. Центральне місце серед цих легенд займає лаоська хроніка Нітхан Кхун Буром (буквально «Історія Кхунбурома»), створена в Луангпрабанзі 1503 року. Вона стверджує легітимність монархії Лансангу, виводячи походження династії від Кхунло — легендарного засновника Муангсуа і старшого сина Кхунбурома.

## Завоювання Фангума
Традиційно історія Лансангу починається з народження його майбутнього короля Фангума. Це був 1319 рік, рік Нага, міфічного змія, що нібито жив у Меконзі й уважається духом-заступником Лансангу. Дід Фангума Суваннакхампонг був правителем Муангсуа, а його батько — коронованим принцом. Юного Фангума відправили в Кхмерську імперію, де він жив при дворі короля Джаявармана IX й оженився там з принцесою Кеоканг'я.
У 1343 році Суваннакхампонг помер, і виникла суперечка за владу в Муангсуа. У 1349 році Джаявармана IX надав Фангуму армію в десять тисяч воїнів, щоб той зайняв Муангсуа. На той час Кхмерська імперія опинилась у занепаді, від неї відпали тайські держави Ланна на півночі й Сукхотай на заході. 1351 року в басейні річки Чаопхрая постає нова тайська держава Аютія, яка невдовзі поглинула Сукхотай і стала методично захоплювати землі кхмерів. Намагаючись створити дружню буферну державу на півночі Джаяварман IX відправив Фангума на завоювання Муангсуа.
1353—1354 року Фангум коронувався в Муангсуа і назвав свою державу Лансанг-Гомкхао («Країна мільйона слонів і білої парасольки»). Фангум продовжив свої завоювання з метою закріпитися навколо Меконгу. Він просунувся на півночі до Сіпсонг-Панна й почав рухатися вздовж Меконгу до кордонів Ланни. Фангум розбив армію Пхаю, короля Ланни, і змусив його поступитися частиною своєї території й надати цінні подарунки в обмін на взаємне визнання. Після цих вдалих для нього походів Фангум повернувся в Муангсуа.
В'єнтьян все ще залишався незалежним і достатньо сильним, а зростаюча міць Аютії загрожувала стабільності в регіоні. У 1356 році Фангум рушив на південь і наступного року захопив В'єнтьян і навколишні рівнини, а тоді пішов ще далі на південь, щоб встановити лаоський контроль над землями, захопленими Аютією. Фангум перетнув плато Корат, підкорив великі міста вздовж річок Мун і Чи. Біля міста Ройєт він безпосередньо зіткнувся с Аютією. Утхонг, король Аютії, змушений був визнати контроль Лансангу над плато Корат, а крім того відправив Фангуму в подарунок 100 слонів, золото, срібло, слонову кістку, а ще віддав за нього свою дочку, яка стала другою дружиною Фангума.
До 1357 р. Фангум встановив владу королівства Лансанг над величезною територією, яка на півночі сягала Сипсонг-Панни на кордоні з Китаєм, на півдні — сучасної камбоджийської провінції Кратьє нижче меконзьких порогів, на сході — кордону з В'єтнамом уздовж Аннамських гір, на заході включала плато Корат. Таким чином, це була одна з найбільших держав у Південно-Східній Азії.

## Королі Самсентхай, Ланкхамденг і королева Магадеві
У 1360-ті роки Лансанг знову вів війну проти Аютії. Фангум здобув перемогу і зміг захистити свої території. Однак у самому Лансанзі люди втомилися від воєн, розгорнулася боротьба за владу між конкуруючими угрупованнями. Врешті Фангум змушений був зректися влади на користь свого сина Оунгуана. Свої останні роки Фангум провів на засланні в Муангнані, де й помер між 1373 і 1390 роками.
1371 року Оунгуан був проголошений королем під ім'ям Самсентхай («300 000 тайців»). Тронне ім'я свідчило про гегемонію в державі лао-тайського народу. Самсентхай зміцнив досягнення свого батька, а протягом 1390-х років вів боротьбу з Ланна за Чіангсаен. У 1402 році Лансанг отримав офіційне визнання китайської імперії Мін.
У 1416 році Самсентхай помер, на той час йому було шістдесят років. Влада перейшла до його сина Ланкхамденга. В'єтнамські літописи згадують, що за Ланкхамденга в 1421 р. у В'єтнамі піднялося повстання проти влади імперії Мін, яке шукало допомоги у Лансанга. Ланкхамденг відправив на допомогу повстанцям армію з 30 000 вояків та 100 слонів, але з незрозумілих причин вона перекинулась на бік китайців. З того часу відносини Лансангу з В'єтнамом зіпсувалися.
Смерть Ланкхамденга відкрила період невизначеності та убивст правителів. Протягом 1428—1440 рр. сім королів керували Лансангом, і всі вони були вбиті. За всіма цими вбивствами стояла королева, відома лише за її титулом Магадеві або ще Нангкеопхімпха, що буквально означає «Жорстока». З 1440 по 1442 рік вона особисто правила Лансангом і була першою та єдиною жінкою-правителем цієї країни. 1440 року повстав В'єнтьян, але цей виступ був придушений військами Муангсуа. 1442 року королева Магадеві загинула у водах Меконгу, її принесли в жертву нагам. До влади прийшов король Чаккапхат (1442—1480).

## Війна з В'єтнамом
1448 року, скориставшись ослабленням Лансангу, в'єтнамська держава Дайв'єт захопила лаоське князівство Муангпхуан, розташоване вздовж Чорної річки (сучасна лаоська провінція Сіангкхуанг). Водночас сталося кілька сутичок Лансанга з королівством Ланна на річці Нан.
У 1471 році Муангпхуан повстав проти в'єтнамської влади. До 1478 р. у В'єтнамі були проведені підготування до повномасштабного вторгнення в Лансанг як помста за повстання в Муангпхуані й, що важливіше, за підтримку імперії Мін в 1421 р.
Приблизно в цей же час для короля Чаккапхата зловили білого слона. Слон вважався символом королівської влади по всій Південно-Східній Азії, і Ле Тхань Тонг, імператор Дайв'єту, забажав, щоб йому принесли в дар волосся цієї тварини. Ця забаганка була сприйнята як образа, й, за легендою, замість волосся слона у В'єтнам надіслали коробку з гноєм. Спалахнула війна. Велика в'єтнамська армія рушила на Муангпхуан і зустрілася там з військом Лансангу, що складалося з 200 000 піхотинців і 2 000 слонів на чолі з кровним принцом і трьома генералами. В'єтнамці отримали важку перемогу, після чого їх військо пішло далі на Муангсуа. Король Чаккапхат зі своїм двором утік на південь до В'єнтьяну. В'єтнамці взяли столицю Муангсуа, а потім розділили свої сили для подальшого наступу. Одна армія продовжила рух на захід, захопила Сипсонг-Панна й загрожувала королівству Ланна. Інша армія рухалася на південь вздовж Меконгу в напрямку В'єнтьяна.
На цьому успіхи в'єтнамців скінчилися. Спочатку король Ланни Тілокарат знищив їх північну армію. Залишки війська Лансангу згуртувалися навколо В'єнтьяну під проводом молодшого сина короля Чаккапхата принца Тхенкхама. Ці об'єднані сили розбили в'єтнамську армію, яка змушена була відступати в напрямку Муангпхуана. Незважаючи, що в лавах в'єтнамців було лише близько 4 000 вояків, вони здійснили останню спробу помсти і перед поверненням додому зруйнували столицю князівства Муангпхуан.
По завершенні війни король Чаккапхат відрікся від влади на користь свого сина Тхенкхама, який був коронований у 1479 році під ім'ям Суваннабаланг. Протягом наступних 200 років В'єтнам більше не зазіхав на територію знову об'єднаного Лансангу, а Ланна стала близьким союзником лаоської держави.

## Король Вісунарат і розквіт культури

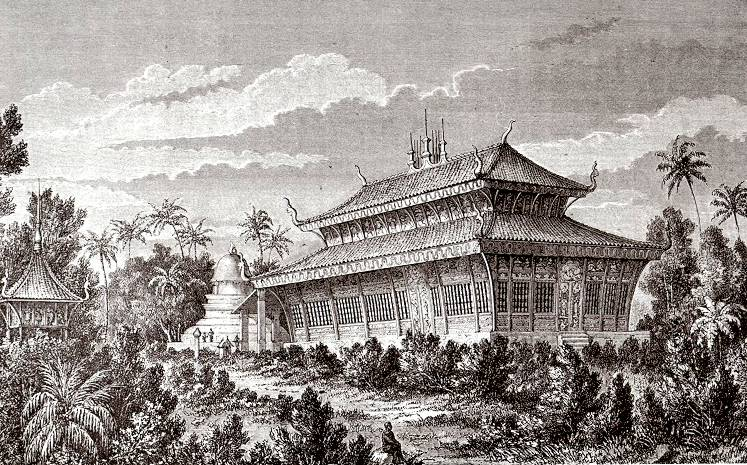
Храм (ват) Вісунарата в Луангпрабанзі, малюнок 1885 р.

Наступні королі Лансангу докладали чимало зусиль до відновлення країни після війни з Дайв'єтом. Врешті це привело до розквіту лаоської культури та торгівлі. Король Вісунарат (1500—1520) залишив слід в історії як головний покровитель мистецтв. За його правління було створено класичну писемну літературу Лансангу. В країні поширився буддизм гілки тхеравада, а буддійські монастирі стали центрами навчання, санґга відігравали важливу роль як у культурному, так і в політичному житті. Вперше у письмовому вигляді з'явилася хроніка Нітхан Кхун Буром. Серед інших письмових творів того часу слід назвати переклади лаоською кількох джатак, що розповідають про попередні життя Будди, Трипітаки, а також Пхралакпхралам, лаоську версію Рамаяни. Крім епічних творів, були записані трактати з медицини, астрології та права.
Була систематизована лаоська придворна музика, організований класичний придворний оркестр. Король Вісунарат також виділяв кошти на будівництво великих храмів або «ватів» по всій країні. Прабанг, знаменита статуя Будди в позі мудра, була перенесена із В'єнтьяну в столицю країни і стала вважатись палладієм, покровителькою й захисницею Лансангу. Статуя була настільки шанованою в країні, що на її честь місто Муангсуа було перейменоване на Луангпрабанг.
Вісунарат, його син Потісарат (1520—1548), онук Сеттатірат (1548—1571) та правнук Нокеокуман (1591—1598) дали Лансангу когорту сильних лідерів, які змогли відновити й зберегти королівство, тривалий час підтримувати мир у країні.

## Нотатки
1. ↑  Історичні варіанти романізації назви лаоської мовою Lan Xang включають Lan Sang, Lane Sang, та Lane Xang. Королівство відомо на інших мовах наступним чином:
  - бірманською: လင်ဇင်း
  - китайською: 澜沧王国/瀾滄王國 (піньїнь: Láncāng Wángguó); історична: 南掌 (піньїнь: Nánzhǎng)
  - кхмерською: លានជាង, លានដំរី, або ស្រីសតនាគនហុត
  - палі: Siri Satanāganahuta
  - санскрит: Srī Śatanāganayuta
  - тайською: ล้านช้าง (Lan Chang) або ล้านช้างร่มขาว (Lan Chang Rom Khao)
  - в'єтнамською: Vương quốc Lan Xang; історичні: Ai Lao (哀牢), Vạn Tượng (萬象) або Nam Chưởng (南掌)